# Casa de la Vila de Montblanc
Casa de la Vila de Montblanc és un edifici del municipi de Montblanc (Conca de Barberà) utilitzat com ajuntament. Construït a la plaça major entre els segles xiii i XIV, és una obra protegida com a bé cultural d'interès local.

## Descripció
La casa de la Vila és feta amb pedres irregulars i consta de planta baixa i dos nivells. La planta baixa és composta de dos portals, un adovellat, d'arc de mig punt i l'altra arquitravat, flanquejat per columnes d'ordre toscà. La segona planta consta d'un balcó damunt del qual hi ha l'escut del municipi i una finestra coronella amb arcs trilobulats separats per una fina columna amb capitell llis emmarcada per un arc de mig punt que descansa sobre dues impostes. L'últim pis està forma per unes galeries tancades amb finestres i coronat amb un ràfec bastant sobresortit. A l'interior, a la planta baixa es poden observar uns arcs apuntats i un mural on es narren els fets històrics més destacats de Montblanc.
Hi ha un finestral gòtic i la porta d'entrada, el balcó i la galeria superior són afegits dels segles xvii-xviii. Al vestíbul s'exposen els gegants més que centenaris.

## Història
Durant la Guerra dels Segadors va quedar molt deteriorat i al pas del segle xvii al xviii va subir una important remodelació com la porta d'entrada arquitravada, el balcó i la galeria. En canvi, la barana del balcó, de ferro forjat, s'hi va afegir al segle xix. El 1979 la façana fou restaurada i aleshores es van descobrir la primitiva estructura, el portal adovellat i el finestral gòtic.